# Codice marziale 4 - Il rinnegato
Codice marziale 4 - Il rinnegato è un film del 1993 diretto da Kurt Anderson. È l'ultimo capitolo della saga Codice marziale.

## Trama
Kevin White è un poliziotto esperto di arti marziali a cui viene affidato il caso di un'organizzazione mafiosa russa. Ma il poliziotto dovrà affrontare un caso ancora più delicato, quello che riguarda suo fratello Jack, poliziotto anch'egli che però sembra più interessato alla criminalità.

## Il film
Anche in questo caso, malgrado il titolo il film non ha nulla a che vedere con i tre titoli precedenti.
Anche questa volta Jeff Pruitt si occupa della coreografia dei combattimenti, ma anche se gli attori e gli artisti marziali sono di prima categoria, questo film risulta decisamente inferiore agli altri titoli della serie.